# Blaj
Blaj (pronunciació en romanès: [blaʒ]; escrita arcaicament com a Blaș; en hongarès: Balázsfalva; en alemany: Blasendorf; Saxònia transsilvana: Blußendref) és una ciutat del comtat d'Alba, Transsilvània (Romania). Té una població de 20.630 habitants.
La ciutat destaca per ser el principal centre religiós i cultural de l'església greco-catòlica romanesa a Transsilvània.

## Història
Blaj s'esmenta per primera vegada el 1271 com a Villa Herbordi, després de l'escriptura d'un comte Herbod. El 1313, el domini va passar al fill d'Herbod Blasius Cserei i la ciutat va ser esmentada com Blasii. Començat com a llogaret per a les vint famílies de servents de la cort del noble, va rebre la condició de ciutat el 19 de maig de 1737.
Blaj és el principal centre religiós i cultural dels grecs catòlics a Transsilvània. El 27 d'octubre de 1687 comença la història de l'Església Romanesa Unida amb Roma, grec-catòlica, història directament relacionada amb la història de la ciutat de Blaj. Tot va començar al final del tractat pel qual Transsilvània entrava sota la protecció d'Àustria, renunciant a la protecció de l'Imperi Turc.
La primera escola pública en romanès va obrir a Blaj el 1754. Blaj va ser el primer lloc on es va escriure romanès amb alfabet llatí en lloc de ciríl·lic en què tradicionalment s'havia escrit. Blaj també va ser un centre per a la Il·lustració de Romania, sent el lloc fundador de l'Escola Transilvana que va promoure el patrimoni cultural romà dels romanesos. Així Blaj va guanyar el sobrenom de "La petita Roma", com l'anomenava el poeta nacional de Romania Mihai Eminescu.
El 1848, a Câmpia Libertății, a Blaj, es van reunir més de 40.000 romanesos per protestar contra Transsilvània i convertir-se en part d'Hongria, sostenint que els robarien les terres.

## Geografia
Blaj es troba a la confluència dels dos rius Târnava, en una regió vitivinícola.

## Clima
Blaj té un clima continental humit (Cfb a la classificació climàtica de Köppen). La ciutat té un clima temperat continental, característic de l'altiplà de Transsilvània, amb precipitacions moderades al voltant de 550 mm/m ².
| Paràmetres climàtics mitjans de | Paràmetres climàtics mitjans de | Paràmetres climàtics mitjans de | Paràmetres climàtics mitjans de | Paràmetres climàtics mitjans de | Paràmetres climàtics mitjans de | Paràmetres climàtics mitjans de | Paràmetres climàtics mitjans de | Paràmetres climàtics mitjans de | Paràmetres climàtics mitjans de | Paràmetres climàtics mitjans de | Paràmetres climàtics mitjans de | Paràmetres climàtics mitjans de | Paràmetres climàtics mitjans de |
| Mes                             | Gen.                            | Feb.                            | Mar.                            | Abr.                            | Mai.                            | Jun.                            | Jul.                            | Ago.                            | Set.                            | Oct.                            | Nov.                            | Des.                            | Anual                           |
| ------------------------------- | ------------------------------- | ------------------------------- | ------------------------------- | ------------------------------- | ------------------------------- | ------------------------------- | ------------------------------- | ------------------------------- | ------------------------------- | ------------------------------- | ------------------------------- | ------------------------------- | ------------------------------- |
| Font:                           |                                 |                                 |                                 |                                 |                                 |                                 |                                 |                                 |                                 |                                 |                                 |                                 |                                 |

## Demografia
Segons el cens del 2011, la població del municipi de Blaj és de 20.630 habitants, per sota del cens anterior del 2002, quan es van registrar 20.765 habitants. La majoria dels habitants són romanesos (78,26%). Les principals minories són els gitanos (8,27%) i els hongaresos (6,32%). Per al 6,9% de la població, es desconeix l'ètnia. Des del punt de vista confessional, la majoria dels habitants són ortodoxos (69,27%), però també hi ha minories de grecs catòlics (13,24%), reformats (4,14%), catòlics romans (2,81%), baptistes (1,59%) i Pentecostals (1,11%). Per al 6,91% de la població, no es coneix l’afiliació confessional.

## Govern
La ciutat administra vuit pobles: Deleni-Obârșie (Obursatanya), Flitești, Izvoarele (fins al 1960 Ciufud; Csufud), Mănărade (Monora), Petrisat (Magyarpéterfalva), Spătac (Szászpatak), Tiur (Tűr) i Veza (Véza).

## Atraccions
El castell de la dinastia Bethlen és un lloc turístic popular a prop de Blaj. Altres llocs que val la pena visitar són el Palau Metropolità, la Catedral de la Santíssima Trinitat de Blaj, el monestir "Buna Vestire", l'església dels grecs, el "Camp de la Llibertat" i el roure d'Avram Iancu.

### Pobles bessons: ciutats germanes
Blaj està agermanada amb:
- Allschwil, Suïssa
- Morlanwelz, Bèlgica
- Recanati, Itàlia